# Astragalus pseudotesticulatus
Astragalus pseudotesticulatus är en ärtväxtart som beskrevs av N.Ulziykh. Astragalus pseudotesticulatus ingår i släktet vedlar, och familjen ärtväxter. Inga underarter finns listade i Catalogue of Life.